# Ърнест, изплашен глупак
„Ърнест, изплашен глупак“ (на английски: Ernest Scared Stupid) е американска комедия на ужасите от 1991 г. на режисьора Джон Чери, и с участието на Джим Варни. Това е петият филм за героя Ърнест Уорел. Премиерата на филма е на 11 октомври 1991 г.